# 普乐美

普乐美包括普乐美厨卫（德国）有限公司和珠海普乐美厨卫有限公司，下设模具制造厂、卫浴制造厂和水槽制造厂。普乐美工业园占地20万平方米，拥有员工2000余人。

## 資料來源
- 普乐美 不锈钢水槽领导者（简体中文）
- 普乐美不锈钢卫浴简介 （页面存档备份，存于）（简体中文）
- 普乐美，将厨卫健康用水带入不锈钢时代 （页面存档备份，存于）（简体中文）
- 普乐美不锈钢水龙头值得信赖（简体中文）